# Anatolij Wołkau
Anatolij Jahorawicz Wołkau (biał. Анатолій Ягоравіч Волкаў, ros. Анатолий Егорович Волков, Anatolij Jegorowicz Wołkow; ur. 25 maja 1931 w Nyżnim Rohaczyku) – białoruski polityk; w latach 1990–2000 deputowany do Rady Najwyższej Białoruskiej SRR/Rady Najwyższej Republiki Białorusi XII i XIII kadencji, w latach 1996–2000 deputowany do Izby Reprezentantów Republiki Białorusi I kadencji; doktor nauk rolniczych (odpowiednik polskiego stopnia doktora habilitowanego).

## Życiorys

### Młodość i praca
Urodził się 25 maja 1931 roku we wsi Nyżnij Rohaczyk, w rejonie werchnorohaczyckim obwodu chersońskiego Ukraińskiej SRR, ZSRR. W 1959 roku ukończył Białoruską Państwową Akademię Gospodarstwa Wiejskiego. Uzyskał stopień doktora nauk rolniczych (odpowiednik polskiego stopnia doktora habilitowanego).
W latach 1954–1959 pełnił funkcję zastępcy przewodniczącego Horodyszczańskiego Rejonowego Komitetu Wykonawczego w obwodzie brzeskim. W latach 1966–1992 pracował jako starszy pracownik naukowy, kierownik laboratorium w Białoruskim Naukowo-Badawczym Instytucie Melioracji i Gospodarki Wodnej. W latach 1993–1997 był dyrektorem Pińskiego Centrum Radiacyjno-Diagnostycznego i Zdrowotnego. Od 1997 roku pełnił funkcję dyrektora Pińskiego Dziecięcego Centrum Rehabilitacyjno-Zdrowotnego. W 1995 roku był członkiem Białoruskiej Partii Ekologicznej.

### Działalność parlamentarna
16 maja 1990 roku został deputowanym ludowym do Rady Najwyższej Białoruskiej SRR XII kadencji (od 19 września 1991 roku – Rady Najwyższej Republiki Białorusi). W drugiej turze uzupełniających wyborów parlamentarnych 10 grudnia 1995 roku został wybrany na deputowanego do Rady Najwyższej XIII kadencji z Pińskiego-Wschodniego Okręgu Wyborczego Nr 30. 19 grudnia 1995 roku został zarejestrowany przez centralną komisję wyborczą, a 9 stycznia 1996 roku zaprzysiężony na deputowanego. Od 23 stycznia pełnił w Radzie Najwyższej funkcję członka Stałej Komisji ds. Katastrofy Czarnobylskiej. Nie należał do żadnej z frakcji parlamentarnych. Od 3 czerwca był członkiem grupy roboczej Rady Najwyższej ds. współpracy z parlamentem Republiki Tureckiej. Poparł dokonaną przez prezydenta Alaksandra Łukaszenkę kontrowersyjną i częściowo nieuznaną międzynarodowo zmianę konstytucji. 27 listopada 1996 roku przestał uczestniczyć w pracach Rady Najwyższej i wszedł w skład utworzonej przez prezydenta Izby Reprezentantów Zgromadzenia Narodowego Republiki Białorusi I kadencji. Pełnił w niej funkcję członka Komisji ds. Katastrofy w Czarnobylu, Ekologii i Eksploatacji Przyrody. Zgodnie z Konstytucją Białorusi z 1994 roku jego mandat deputowanego do Rady Najwyższej formalnie zakończył się 9 stycznia 2000 roku; kolejne wybory do tego organu jednak nigdy się nie odbyły. Jego kadencja w Izbie Reprezentantów I kadencji zakończyła się 21 listopada 2000 roku.

## Życie prywatne
Anatolij Wołkau jest żonaty.